# پائولو ژینسترا
پائولو ژینسترا (انگلیسی: Paolo Ginestra؛ زادهٔ ۱۴ فوریهٔ ۱۹۷۹) بازیکن فوتبال اهل ایتالیا است.
از باشگاه‌هایی که در آن بازی کرده‌است می‌توان به باشگاه فوتبال اینتر میلان، باشگاه فوتبال پارما، باشگاه فوتبال فوجا، باشگاه فوتبال تریستیانا، باشگاه فوتبال ساسولو، باشگاه فوتبال آ.ث. میلان، باشگاه فوتبال لیورنو، و باشگاه فوتبال ترنانا اشاره کرد.